# Dimitrovgrad (Bugarska)
Dimitrovgrad (bugarski: Димитровград) je ime grada i općine u oblasti Haskovo, u južnoj Bugarskoj. 
Dimitrovgrad se nalazi sjeverozapadno od Svilengrada i Grčko - Turske granice, istočno od Plovdiva i glavnog grada Sofije, a zapadno od Burgasa. Sjevernije od grada ide autocesta - A1.

## Povijest
Grad je osnovan 1947. godine i to dekretom tadašnje komunističke vlade bugarske. Grad su gradile omladinske dobrovoljačke brigade, koje su organizirane za taj cilj. 2. rujna 1947. službeno je najavljeno osnivanje grada, ali se njegova izgradnja produžila na nekoliko sljedećih godina. Grad Dimitrovgrad nastao je spajanjem triju već postojećih sela; Rakovskog, Marijina i Černokonjova. Na izgradnji grada od 1948. do 1950. radilo je 50 000 omladinaca. 
Pravi razlog za izgradnju novog grada bio je osnutak novog modernog industrijskog središta, ali postojao je naravno i jaki ideološki razlog, da se smrt povijesnog lidera bugarske komunističke stranke Georgi Dimitrova, dobro iskoristi.

## Gospodarstvo
U Dimitrovgradu su podignuti pogoni kemijske industrije, strojogradnje, hrane, građevinskog materijala i tekstila. Pored toga u gradu radi nekoliko termoelektrana.

## Zbratimljeni gradovi
- Dimitrovgrad, Rusija
- Kalamaria, Solun, Grčka

## Vanjske poveznice
- Službene stranice Dimitrovgradske Oblasti
- Forum Dimitrovgrada (podrška na engleskom)
- Portal grada Dimitrovgrada